# Gruppo Falck
Pour les articles homonymes, voir Falck (homonymie).
Gruppo Falck est une entreprise italienne spécialisée dans la production d'acier puis reconvertie dans les énergies renouvelables. Elle a toujours été détenue et dirigée par la famille Falck. Issue d'une entreprise fondée en 1730 et encore en activité en 2009.

## Historique
Dans les années 1830, Georges-Henri Falck, ingénieur alsacien expert en sidérurgie, est recruté par la famille Rubini pour diriger et développer l'aciérie de Dongo que les Rubini viennent de reprendre, en Lombardie.
Le mariage du fils de Georges-Henri Falck avec une fille de la famille Rubini scellera l'union des deux familles. Il naitra de cette union le petit Giorgio Enrico Falck qui créera la Società Anonima Acciaierie e Ferriere Falck en 1906, à Sesto San Giovanni, dans la banlieue de Milan. Une situation stratégique, proche du principal nœud ferroviaire italien qui lui assurait l'approvisionnement du charbon allemand et des ferrailles à recycler.
De 1906 à 1935, la société se développe intensément et crée de nombreux centres sidérurgiques avec, lorsque cela lui était possible, une centrale hydroélectrique pour assurer son autonomie énergétique.
Avec ses nombreuses unités installées dans les Alpes, à partir de  1916, elle développe sa production d'énergie aussi dans le but de la commercialiser à des tiers. (NDR : à l'époque le secteur était libre, ENEL, l'opérateur national historique italien ne naîtra que le 27 novembre 1962). En 1963, la société compte 16.000 salariés et fait son entrée à la Bourse de Milan. En 1971, elle est la plus importante société sidérurgique privée d'Italie.
À partir des années 1970, la sidérurgie commence un lent mais continu déclin. Ce secteur d'activité n'est plus retenu stratégique en Europe et les États ne soutiennent plus les industriels privés ni même publics.
Quelques décennies plus tard, elle s'appuiera sur sa filiale Sondel, spécialisée dans la production d'énergie électrique, pour se diversifier dans l'éolien et la biomasse. Sondel réalisera les plus grandes centrales de cogénération à cycle combiné alimentées au gaz naturel actuellement en service dans le monde.
À partir de l'an 2000, la production d'énergie renouvelable est devenu le secteur d'activité principal du groupe Falck.
|  |

## Métiers
En 2009, l'entreprise exerce deux métiers. D'une part, elle continue à produire de l'acier. D'autre part, elle produit de l'énergie renouvelable et c'est là son activité principale.